# كيث ميشل
كيث ميشل (بالإنجليزية: Keith Michell)‏ (مواليد 1 ديسمبر 1926 في أديليد - 20 نوفمبر 2015)، هو ممثل أسترالي بدأ مسيرته الفنية عام 1951. وهو أحد الفائزين بجائزة إيمي. اشتُهر بأعماله التلفزيونية التي تُمثل الملك هنري الثامن ملك إنجلترا.

## الأعمال
- الأمير والفقير
- يوم الذكرى
- يوليوس قيصر

## وصلات خارجية
- كيث ميشل على موقع IMDb (الإنجليزية)
- كيث ميشل على موقع ميوزك برينز (الإنجليزية)
- كيث ميشل على موقع قاعدة بيانات برودواي على الإنترنت (الإنجليزية)
- كيث ميشل على موقع إن إن دي بي (الإنجليزية)
- كيث ميشل على موقع ديسكوغز (الإنجليزية)
- كيث ميشل على موقع قاعدة بيانات الفيلم (الإنجليزية)